# Goenycta nigroverticalis
Goenycta nigroverticalis là một loài bướm đêm trong họ Noctuidae.